# Agrilus juglandis
Agrilus juglandis är en skalbaggsart som beskrevs av Knull 1920. Agrilus juglandis ingår i släktet Agrilus och familjen praktbaggar. Inga underarter finns listade i Catalogue of Life.